# Антим Поповски
Антим Георгиев Попов, известен по-късно като Поповски (на македонска литературна норма: Антим Поповски), е свещеник, един от основателите на Македонската православна църква.

## Биография
Роден е в Слатино, Охридско, в Османската империя, днес Северна Македония в семейството на революционерите Георги Попангелов и Дона Попангелова. Баща му е убит в 1913 година от новите сръбски власти за участие в Охридско-Дебърското въстание. Антим учи в духовно-педагогическата семинария в Битоля, но е изключен като син на бунтовник и опасен за сръбското правителство. Работи в Белград, където установява контакти с комунистически дейци и работници и членува в Дружеството „Вардар“, организирано от македонските студенти в Белград. Там се запознава с Петре Пирузе, Петър Богданов – Кочко, Кузман Йосифов. Антим печели доверието на Кузман Йосифов, Михаил Апостолов, Методи Андонов – Ченто, които минават през Дебърца. През ноември 1941 година Петре Пирузе заедно с Кузман Йосифов организира запопването му в Тирана при епископ Христофор. Приет е за член на разширения състав на Главния щаб на Народоосвободителната армия и партизанските отряди на Македония и ръководи комисията по религиозните въпроси. Антим е един от инициаторите и организаторите в Главния щаб за организиране на Първия свещенически събор през октомври 1943 година в село Издеглаве, където са положени основите на Македонската православна църква.